# Alpha Lupi
Alpha du Loup
Désignations
Alpha Lupi (α Lup / α Lupi) est l'étoile la plus brillante de la constellation du Loup. D'après la mesure de sa parallaxe annuelle par le satellite Hipparcos, elle est située à environ ∼ 460 a.l. (∼ 141 pc) de la Terre. Elle s'éloigne du Système solaire à une vitesse radiale de +5 km/s.
Alpha Lupi est une étoile géante bleue de type spectral B1,5 III. C'est une étoile variable de type Beta Cephei, dont la magnitude apparente varie entre 2,29 et 2,34 selon une période de 0,26 jour (6,24 heures).
Alpha Lupi est membre du sous-groupe Haut-Centaure Loup de l'association OB Scorpion-Centaure, l'association la plus proche du Soleil de ce type d'association d'étoiles massive à mouvement propre semblable.
Le sous-groupe Haut-Centaure Loup contient des milliers d'étoiles âgées en moyenne de 16 à 20 millions d'années et situées à une distance moyenne de 145 parsecs (470 années-lumière).